# Pablo Oscar Cavallero
Pablo Óscar Cavallero Rodríguez (né le 13 avril 1974) est un footballeur argentin, aujourd'hui retraité.

## Biographie
Il débute en  équipe d'Argentine le 9 octobre 1996 lors d'un match contre le Venezuela. 
Il participe à la Coupe du monde 1998 puis à la Coupe du monde 2002 avec l'Argentine.

## Carrière
| Saison  | Club                 | Championnat | Matchs | Buts encaissés |
| 1995-96 | Vélez Sarsfield      | Division 1  | 9      | ?              |
| 1996-97 | Vélez Sarsfield      | Division 1  | 14     | ?              |
| 1997-98 | Vélez Sarsfield      | Division 1  | 1      | ?              |
| 1998-99 | CA Colón de Santa Fe | Division 1  | 34     | ?              |
| 1999-00 | RCD Espanyol         | Liga        | 26     | 30             |
| 2000-01 | Celta Vigo           | Liga        | 21     | 25             |
| 2001-02 | Celta Vigo           | Liga        | 32     | 35             |
| 2002-03 | Celta Vigo           | Liga        | 36     | 27             |
| 2003-04 | Celta Vigo           | Liga        | 32     | 53             |
| 2004-05 | Celta Vigo           | Liga 2      | 0      | 0              |
| 2005-06 | Levante UD           | Liga 2      | 38     | 32             |
| 2006-07 | Levante UD           | Liga        | 5      | 10             |

Matchs et buts encaissés en championnat seulement

## Palmarès
- Médaille d'argent aux Jeux olympiques d'été de 1996 avec l'Argentine
- Finaliste de la Copa América en 2004 avec l'Argentine
- Vainqueur de la Coupe d'Espagne en 2000 avec l'Espanyol Barcelone
- Vainqueur du Trophée Zamora (meilleur gardien du championnat) en 2003